# Municipio de Walker (condado de Schuylkill)
El municipio de Walker (en inglés, Walker Township) es un municipio ubicado en el condado de Schuylkill en el estado estadounidense de Pensilvania. En el año 2000 tenía una población de 936 habitantes y una densidad poblacional de 15 personas por km².

## Geografía
El municipio de Walker se encuentra ubicado en las coordenadas 40°44′00″N 76°00′59″O / 40.73333, -76.01639.

## Demografía
Según la Oficina del Censo en 2000 los ingresos medios por hogar en la localidad eran de $44,167 y los ingresos medios por familia eran $51,146. Los hombres tenían unos ingresos medios de $32,981 frente a los $23,750 para las mujeres. La renta per cápita para la localidad era de $18,608. Alrededor del 10,1% de la población estaban por debajo del umbral de pobreza.